# St. Nikolaus (Steinbühl)

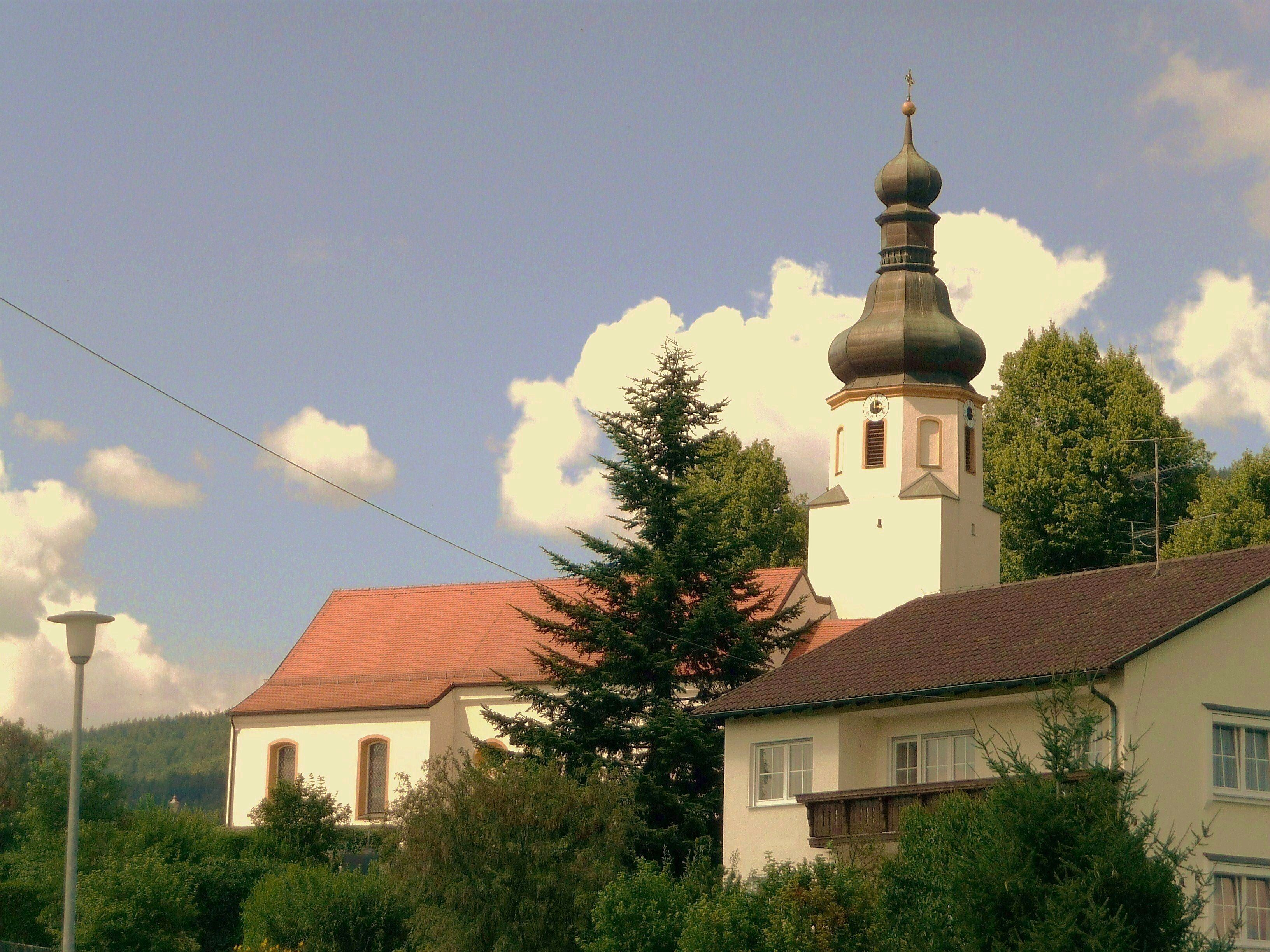
St. Nikolaus (Steinbühl)

Die römisch-katholische, denkmalgeschützte Expositurkirche St. Nikolaus, das Ziel des Kötztinger Pfingstritts, steht in Steinbühl, einem Gemeindeteil der Stadt Bad Kötzting im Landkreis Cham in der Oberpfalz. Die Kirche gehört zum Bistum Regensburg. Das Bauwerk ist unter der Denkmalnummer D-3-72-137-48 als Baudenkmal in die Bayerische Denkmalliste eingetragen.

## Beschreibung
Das Langhaus und im Osten der eingezogene, gerade geschlossene Chor der im Kern gotischen Saalkirche wurden Mitte des 14. Jahrhunderts erbaut und 1923 erweitert. Der Chorflankenturm auf quadratischem Grundriss an der Nordwand des Chors wurde später mit einem achteckigen Geschoss aufgestockt, das die Turmuhr und den Glockenstuhl beherbergt, und mit einer Zwiebelhaube bedeckt, die von einer Laterne bekrönt wird. 
Der Innenraum des Langhauses ist mit einer Flachdecke überspannt, der des Chors ist mit einem Kreuzgewölbe, dessen Gewölberippen auf Konsolen in Form von Gaffköpfen ruhen. Zur Kirchenausstattung gehört ein in der Mitte des 18. Jahrhunderts gebauter Hochaltar, der von Säulen flankiert wird, neben denen die Statuen des heiligen Benedikt und der heiligen Scholastika stehen. Auf dem Altarretabel sind der heilige Nikolaus und die heilige Katharina dargestellt. Die Orgel wurde 1986 von Reinhard Weise gebaut.